# Castillo de Cuevas del Almanzora

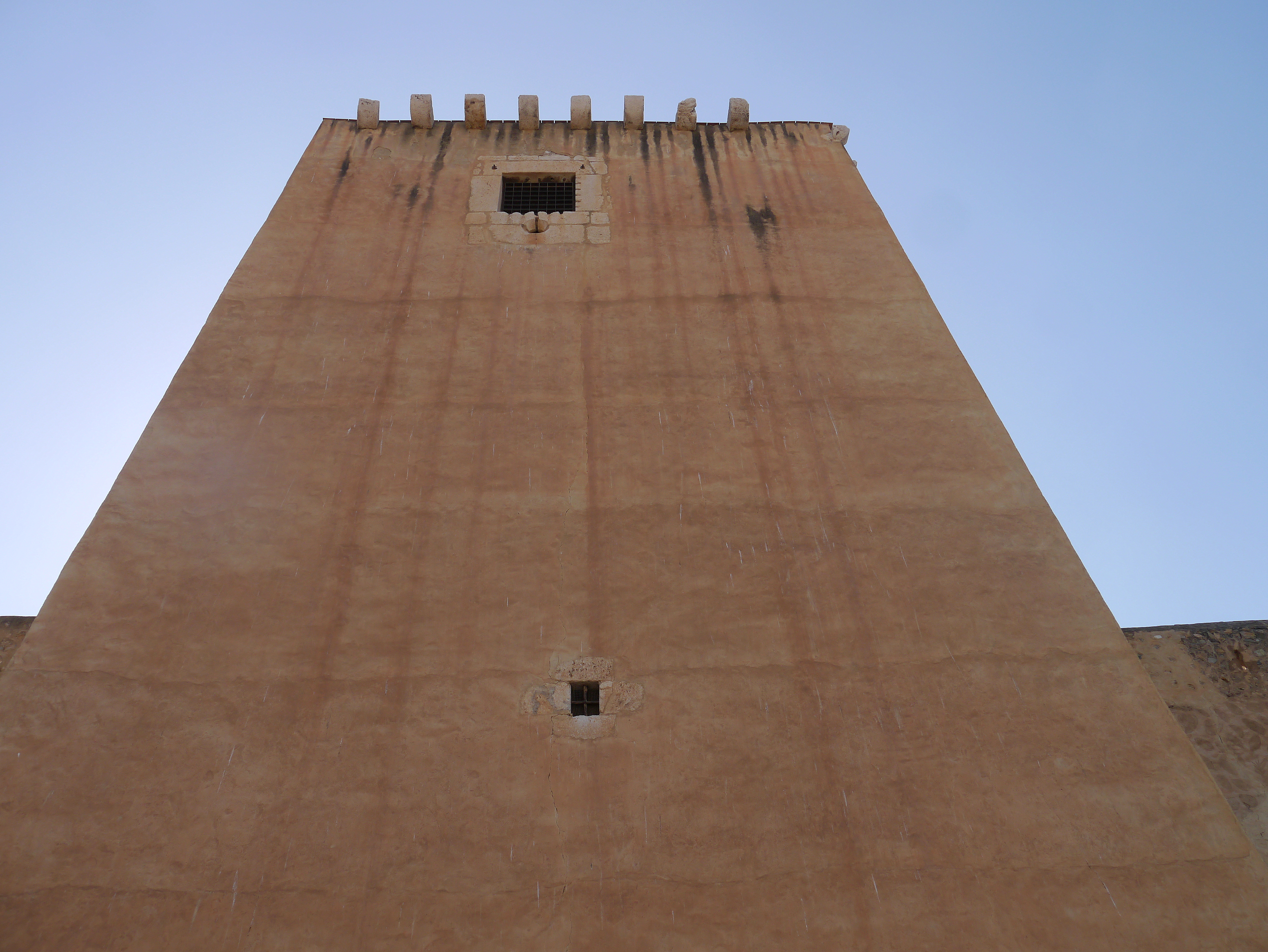
Torre del homenaje

El castillo de Cuevas del Almanzora, también conocido como el castillo del marqués de los Vélez, es una fortificación ubicada en el municipio de Cuevas del Almanzora, provincia de Almería, España. Se trata de un gran recinto amurallado en forma de rectángulo irregular con una única puerta de acceso, sobre los que se pueden observar los escudos de la familia Fajardo, ubicado en la plaza de la Libertad.

## Historia
Anteriormente a la reconquista castellana, y debido a su posición fronteriza entre el Reino nazarí de Granada y la Corona de Castilla, los musulmanes construyeron una serie de fortificaciones y atalayas para asegurar su posición en el lugar.
No obstante, se produjo la reconquista castellana en junio de 1488 durante la Guerra de Granada y un nuevo palacio-fortaleza de estilo gótico fue mandado construir por el primer marqués de los Vélez, Pedro Fajardo y Chacón, alrededor del 1507 sobre otra estructura de origen musulmán. Se remodeló profundamente la torre musulmana, tomando un nuevo cariz al convertirse en la torre del homenaje, coronada con un templete, en donde se alojaría la campana. Fue necesario excavar un profundo foso que encerrase una superficie de terreno, algo elevado con respecto a la población, que englobase el perímetro del castillo. 
Un puente cruzaría dicho foso y una muralla, bastante bien conservada, completaría lo esencial de la construcción, enfocada a servir de guarnición militar; de ahí la presencia de numerosas troneras a lo largo de toda la muralla. 
Por último, una vivienda destinada al alcaide, de planta rectangular, cuyas esquinas aparecen redondeadas por la presencia de contrafuertes cónicos, se adosaría a la parte derecha del recinto, junto a la muralla y a la torre del homenaje.
Durante el periodo de la revuelta de los moriscos, el castillo sirvió de refugio a la población cristiana. También fue testigo mudo del éxodo de éstos del país, ya que pernoctaron y reposaron en las instalaciones del Castillo cuando fueron expulsados del reino de Granada por Felipe II.
Durante todo el Antiguo Régimen, el castillo además de poseer una pequeña guarnición militar, estuvo habitado por el alcaide y su familia, así como un administrador del marqués y alguna servidumbre aneja, que vivirían en unas viviendas que se fueron construyendo en torno al patio central y adosadas a la muralla, en la parte izquierda del recinto.
El X marqués de los Vélez, Antonio Álvarez de Toledo, decidió construir un enorme edificio, de aspecto neoclásico, en la parte oeste del castillo, llamada la Casa de la Tercia, utilizado como granero y donde los ciudadanos tributaban el diezmo al marqués. Una lápida sobre la puerta de este edificio da la fecha de su construcción, 1773. Con la definitiva disolución de los señoríos en toda España con el reinado de Isabel II, el castillo pasó a manos de particulares, que habitaron durante el siglo XIX y principios del siglo XX, perdiendo así su carácter defensivo y señorial. Finalmente, pasó a manos municipales que llevaron una serie de restauraciones para albergar espacios públicos como museos y bibliotecas.

## Composición

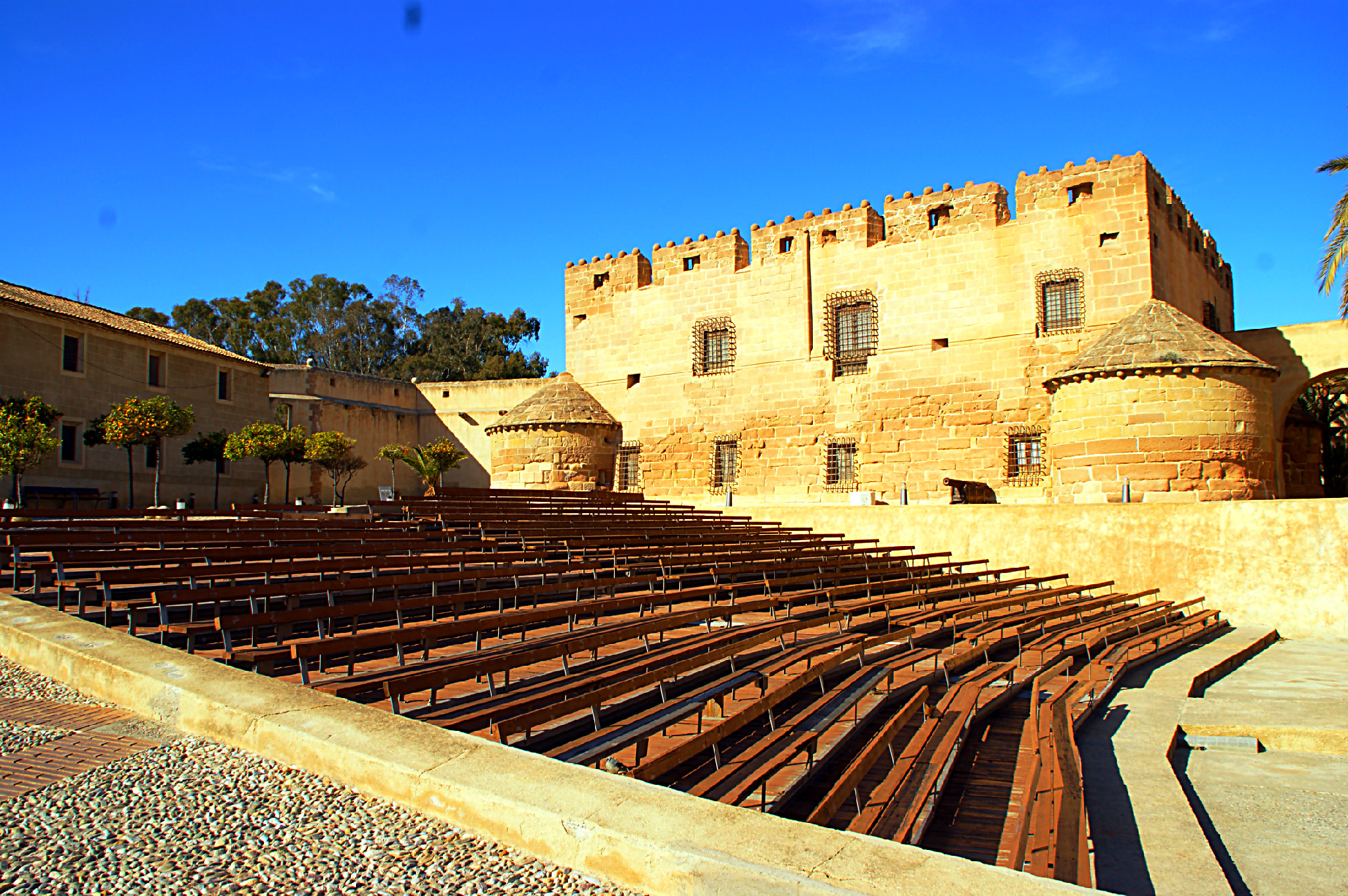
El Patio de Armas con el anfiteatro y el palacio del marqués de fondo.

En su interior se encuentra la Torre del Homenaje, los únicos restos que se conservan de época musulmana, que mide 16x19 metros y está dividida en cinco plantas unidas con una escalera de caracol. Se sitúa en el muro oriental, siendo de alzado troncopiramidal y planta rectangular. En su remate se conservan casi todas las ménsulas que soportaban un parapeto volado con perfil en cuarto de bocel. Bajo las ventanas rectangulares se abren troneras circulares para colocar las piezas de artillería. Durante el siglo XVII sirvió de cárcel y aún conserva algunos grabados en la pared realizados por los presos.
El palacio del marqués se trata de un edificio de dos plantas realizado en sillería y rodeado por cuatro bastiones cilíndricos. Alberga numerosas salas que dan a un patio central. La terraza presenta anchos merlones, coronados por bolas, y uniéndose a la torre del homenaje mediante un arco rebajado. El citado palacio posee, en cada esquina, un bastión cilíndrico y en el interior un gran salón con arcos de medio punto que apoyan en columnas con capitel vegetal. Actualmente es sede del Museo de Arte Contemporáneo Antonio Manuel Campoy, crítico de arte del diario ABC, quien legó su colección de arte contemporáneo español (cuadros, dibujos y grabados), su colección de armas y una gran cantidad de recuerdos personales. El museo consta de diversas colecciones, entre las que destaca la de pintura, con unas 400 obras de autores contemporáneos tan significativos como Picasso, Miró, Pedro Bueno, Tapies, Revello de Toro, etc.
La Casa de la Tercia en la actualidad alberga la biblioteca municipal, el museo arqueológico y la sala de exposiciones la Tercia I. Anexo a este edificio se encuentra la Tercia II; sala de cristal que guarda en su interior numerosas tinajas semienterradas en el suelo así como la exposición permanente de grabados de Goya (Sala Goya). En el Museo Arqueológico Municipal pueden verse piezas de enorme interés, sobre todo de la cultura argárica, algunas de ellas recuperadas del cercano yacimiento de Fuente Álamo, así como otros hallazgos encontrados por Luis Siret, que tuvo en Cuevas del Almanzora su principal centro de actividad profesional (minería) y algunos de los yacimientos arqueológicos claves. También puede observarse en su interior la Biblioteca, la Oficina de Turismo y el Archivo Municipales.
El Patio de Armas engloba todos estos edificios en una plaza con árboles y un pequeño anfiteatro.